# Marta Flich
Marta Martínez Nebot (Valencia, 21 de julio de 1978), conocida popularmente como Marta Flich, es una presentadora de televisión, actriz y economista española, vinculada a RTVE desde el comienzo de la temporada televisiva 2025-2026.

## Biografía
Nacida en Valencia, ha vivido gran parte de su vida en Vall de Uxó. A los siete años comenzó a estudiar piano y canto en el conservatorio de música. Es licenciada en Economía por la Universidad de Valencia y máster en Comercio Internacional por la Universidad de Delaware. Ha trabajado en banca, profesión que compaginó con su formación en interpretación. Además de actriz, también ha trabajado como presentadora de televisión.
Desde 2016 colabora en el diario HuffPost con un video blog donde explica la actualidad económica de una manera sencilla.
Desde 2018 colabora en el programa de radio Por fin no es lunes, de Onda Cero. y presenta en televisión Ese programa del que usted me habla, de La 2.
En 2019 se incorporó como colaboradora fija a Todo es mentira presentado por Risto Mejide en Cuatro, donde además en ocasiones hace las funciones de presentadora. Copresentó también junto a Risto Mejide el programa de investigación Todo es verdad.
En 2023 se anunció su fichaje como presentadora de las galas semanales de Gran Hermano VIP coincidiendo con el regreso del popular reality show a la televisión.
El 14 de septiembre de 2023 presentó su primera gala del formato, trabajo que desempeñó hasta el fin de la edición y que encadenó con la conducción de la segunda edición de Gran Hermano Dúo.
En 2025 se anunció que presentará un magacín en TVE titulado Directo al grano.

## Trayectoria

### Televisión

#### Programas de televisión
| Año           | Programa                            | Canal          | Notas                       |
| ------------- | ----------------------------------- | -------------- | --------------------------- |
| 2017          | Mad in Spain                        | Telecinco      | Colaboradora                |
| 2018          | Ese programa del que usted me habla | La 2           | Colaboradora                |
| 2018          | Roast Battle                        | Comedy Central | Participante                |
| 2019-2025     | Todo es mentira                     | Cuatro         | Colaboradora y presentadora |
| 2021          | Todo es verdad                      | Cuatro         | Copresentadora              |
| 2023          | La última noche                     | Telecinco      | Invitada                    |
| 2023          | 25 palabras                         | Telecinco      | Invitada                    |
| 2023          | Gran Hermano VIP                    | Telecinco      | Presentadora                |
| 2023-2024     | Campanadas de fin de año            | Telecinco      | Presentadora                |
| 2024          | Gran Hermano Dúo                    | Telecinco      | Presentadora                |
| 2024          | Naked Attraction                    | Max            | Presentadora                |
| 2024          | ¡De viernes!                        | Telecinco      | Invitada                    |
| 2025-presente | Directo al grano                    | La 1           | Presentadora                |

#### Series de televisión
| Año  | Serie                     | Canal                   | Papel          | Notas       |
| ---- | ------------------------- | ----------------------- | -------------- | ----------- |
| 2008 | Lalola                    | Antena 3                | ―              | 1 episodio  |
| 2008 | Escenas de matrimonio     | Telecinco               | ―              | 1 episodio  |
| 2008 | Cuestión de sexo          | Cuatro                  | ―              | 1 episodio  |
| 2008 | HKM                       | Cuatro                  | ―              | 1 episodio  |
| 2010 | Impares Premium           | Neox                    | Mariví         | 1 episodio  |
| 2019 | La que se avecina         | Telecinco               | Reportera      | 1 episodio  |
| 2020 | Los favoritos de Midas    | Netflix                 | Entrevistadora | 1 episodio  |
| 2021 | Santuario                 | Audible                 | Mar            | 5 episodios |
| 2024 | Serrines, madera de actor | Telecinco / Prime Video | Sandra Soler   | 8 episodios |

### Cine
| Año  | Película                 | Director/a                |
| ---- | ------------------------ | ------------------------- |
| 2010 | La curva de la felicidad | Luis Sola                 |
| 2012 | 2x0 (Cortometraje)       | Marta Flich y Román Reyes |
| 2013 | Días de lluvia           | Eneas Martínez            |
| 2013 | Omnívoros                | Óscar Rojo                |
| 2014 | Vampyres                 | Víctor Matellano          |

### Teatro
Actriz
| Año  | Obra de teatro                                             |
| ---- | ---------------------------------------------------------- |
| 2012 | Sé infiel y no mires con quién                             |
| 2013 | Crisis existencial en héroes finitos, dir. José Luis Mora. |
| 2013 | 5 mujeres que comen tortilla                               |
| 2013 | Efecto dominó                                              |
| 2015 | Vooyeur                                                    |
| 2016 | Debate                                                     |

Directora
| Año  | Obra de teatro   |
| ---- | ---------------- |
| 2000 | Triple A         |
| 2008 | La boda del Zinc |

## Libros
- Necroeconomía: El manual para entender la economía perversa, ilustrado por Dario Adanti. (Penguin Random House, 2019) (ISBN 978-84-17338-63-3).[14]